# Invitational
Invitational, в настоящее время называемый PointsBet Invitational (по названию титульного спонсора) — это ежегодный турнир по керлингу, проводимый Ассоциацией кёрлинга Канады в качестве одного из четырех турниров «Сезона чемпионов» (наряду с Чемпионатом Канады среди женщин, Чемпионатом Канады среди мужчин и Чемпионатами мира по кёрлингу.
Турнир проводится по Олимпийской системе, в нем участвуют лучшие команды страны, а также победители некоторых чемпионатов Канады, таких как чемпионат Канады среди юниоров, чемпионат Канады среди университетов, чемпионат Канады среди колледжей и Чемпионат Канады среди клубов. Команда-победитель получает 50 000 долларов.
Турнир был основан в 2022 году. В турнире принимают участие 16 команд. Трансляции проходят на канадских спортивных каналах TSN. Спонсором является PointsBet, сайт азартных онлайн-игр. Будучи турниром на выбывание, он задуман как баскетбольный турнир NCAA «Мартовское безумие» с названиями раундов «Sweep 16», «Elite 8» и «Final Four».
Этот турнир заменяет Кубок Канады и Континентальный кубок в календаре «Сезона чемпионов».

## Победители

### Мужчины
| Год  | Победитель                                                          | Финалист                                                    | город                     |
| ---- | ------------------------------------------------------------------- | ----------------------------------------------------------- | ------------------------- |
| 2022 | Рид Карразерс, Jason Gunnlaugson, Derek Samagalski, Connor Njegovan | Мэттью Данстон, Би Джей Ньюфелд, Колтон Лотт, Райан Харнден | Фредериктон, Нью-Брансуик |
| 2023 | Рид Карразерс, Брэд Джейкобс, Derek Samagalski, Connor Njegovan     | Мэттью Данстон, Би Джей Ньюфелд, Колтон Лотт, Райан Харнден | Оквилл, Онтарио           |
| 2024 | Майк Макьюэн, Колтон Флеш, Kevin Marsh, Dan Marsh                   | Брэд Гушу, Марк Николс, Эрик Харнден, Джефф Уокер           | Калгари, Альберта         |

### Женщины
| Год  | Победитель                                                                               | Финалист                                                       | город                     |
| ---- | ---------------------------------------------------------------------------------------- | -------------------------------------------------------------- | ------------------------- |
| 2022 | Джонс, Дженнифер, Karlee Burgess, Mackenzie Zacharias, Lauren Lenentine, Emily Zacharias | Кристи Мур, Кейт Кэмерон, Jessie Haughian, Тейлор Макдональд   | Фредериктон, Нью-Брансуик |
| 2023 | Рейчел Хоман, Трэйси Флёри, Эмма Мискью, Сара Уилкс                                      | Керри Эйнарсон, Валери Свитинг, Шэннон Бёрчард, Бриан Харрис   | Оквилл, Онтарио           |
| 2024 | Рейчел Хоман, Трэйси Флёри, Эмма Мискью, Сара Уилкс                                      | Kayla Skrlik, Margot Flemming, Ashton Skrlik, Geri-Lynn Ramsay | Калгари, Альберта         |